# Orchestre de chambre de Paris
Orchestre de chambre de Paris, původně Ensemble orchestral de Paris, je francouzský komorní orchestr založený roku 1978.

## Charakteristika
Pařížský komorní orchestr tvoří 43 stálých hudebníků. Orchestr založili Jean-Pierre Wallez a Marcel Landowski.
Orchestr má sídlo ve Philharmonie de Paris a vystupuje v Théâtre des Champs-Élysées, Théâtre du Châtelet, Opéra Comique, Bataclan nebo Théâtre 13.

## Spolupráce
Orchestr spolupracuje s interprety jako Fazıl Say, Gautier Capuçon, Carolyn Sampson, Julia Lejneva, Jean-Guihen Queyras, Daniel Hope, Natalie Dessayová, Francois Leleux, Jean-Pierre Wallez, Armin Jordan, Jean-Jacques Kantorow, John Nelson, Thomas Zehe nebo Joseph Swensen.

## Repertoár
Orchestr vydává nahrávky z oblasti vokálního, oratorního, komorního orchestru i repertoáru soudobé hudby. Vydal DVD s Bachovou Mší h moll nebo Matoušovými pašijemi v katedrále Notre-Dame v Paříži nebo v bazilice Saint-Denis a kompletními Beethovenovými klavírními koncerty v Královské opeře ve Versailles. CD s kompletními Beethovenovými symfoniemi, koncerty Camille Saint-Saënse s Brigitte Engerer a Henri Demarquette, Chopinovy klavírní koncerty, kantáty Mendelssohna, nahrávky děl Debussyho, Ravela, Kreislera, Paganini a Ysaÿe.